# Jetsun Pema (activista)
Jetsun Pema (Tibetano: རྗེ་བཙུན་པདྨ་; Wylie: rje btsun padma; en chino, 吉尊白玛, nacida el 7 de julio de 1940) es la hermana del  14.º dalái lama y sirvió durante 42 años como presidenta de Aldeas de los Niños Tibetanos (TCV), un sistema de escuelas para estudiantes tibetanos refugiados.

## Primeros años
Jetsun Pema nació en Lhasa, el 7 de julio de 1940. Marchó a India en 1950 y estudió primero en el Convento de San José en Kalimpong y posteriormente en el Convento de Loreto en Darjeeling desde donde completó su Cambridge Senior en 1960. En 1961, fue primero a Suiza y luego a Inglaterra para completar sus estudios. Volvió a India en abril de 1964.

## Carrera
A instancias de su hermano mayor, el 14.º dalái lama, se convirtió en presidenta de Aldeas de los Niños Tibetanos (TCV), ocupando ese cargo hasta su retiro en agosto de 2006. Ocupó este cargo durante más de 42 años.
Debido a sus esfuerzos, hoy los proyectos TCV incluyen cinco aldeas infantiles con escuelas adjuntas, siete escuelas residenciales, siete escuelas diurnas, diez centros de cuidado diurno, cuatro centros de capacitación vocacional, cuatro albergues juveniles, cuatro hogares para ancianos y un servicio de extensión programa para más de 2000 niños en el exilio. Con todo, el TCV pasa por alto el bienestar de más de 15 000 niños y jóvenes. En 1970, en la primera Reunión del Cuerpo General del Congreso de la Juventud Tibetana, Jetsun Pema fue elegida como su vicepresidenta, y en la primera Reunión del Cuerpo General de la Asociación de Mujeres Tibetanas de 1984, fue elegida como asesora. En 1980, el Dalai Lama la envió a visitar el Tíbet como líder de la tercera delegación de investigación de hechos y durante tres meses viajó extensamente por todo el país. También es miembro del Cuerpo Gobernante de la Casa del Tíbet en Nueva Delhi y del Fideicomiso Caritativo Su Santidad el Dalai Lama.
En mayo de 1990, el Dalai Lama convocó un Congreso especial del pueblo tibetano en el exilio en Dharamshala para elegir a los Kalöns (Ministros) de la Administración Central Tibetana. Jetsun Pema fue uno de los tres ministros elegidos y se convirtió en la primera ministra tibetana. En 1991, fue nuevamente elegida por la Asamblea de Diputados del Pueblo Tibetano (Parlamento Tibetano) como uno de los ministros y se le asignó la cartera de ministro a Cargo del Departamento de Educación Tibetana. En julio de 1993, renunció al Kashag (Gabinete) y hoy es presidenta de las Aldeas Infantiles Tibetanas. En 1995, la Asamblea de Diputados del Pueblo Tibetano le otorgó el título de «Madre del Tíbet», en reconocimiento a su dedicación y servicio a los niños tibetanos. Viajó mucho para hablar sobre los tibetanos y su trabajo en las Aldeas Infantiles Tibetanas.

## En la cultura popular
Escribió una autobiografía en 1997, titulada Tibet: My Story. En la película de 1997 Siete años en el Tíbet, protagonizada por Brad Pitt y David Thewlis, basada en el libro libro de Heinrich Harrer, Jetsun Pema interpretó a su madre en la vida real en esta película, como la madre del joven 14.º dalái lama.